# Back to the Future: The Animated Series
Back to the Future: The Animated Series is een Amerikaanse animatieserie gebaseerd op de Back to the Future-filmtrilogie. De serie liep twee seizoenen van elk dertien afleveringen en werd van 21 september 1991 tot 26 december 1992 uitgezonden op CBS. De serie werd van maart tot en met september 2003 herhaald op FOX. In Vlaanderen verscheen de reeks op VTM bij TamTam.
Een deel van de fans van de films beschouwt de serie niet als een officieel onderdeel van de Back to the Future-tijdlijn. Ook Back to the Future-medebedenker Bob Gale heeft aangegeven dat de animatieserie wat hem betreft geen deel uitmaakt van dezelfde continuïteit als die waarin de films zich afspelen.

## Inhoud
De serie focust zich voornamelijk op Dr. Emmet Brown en diens gezin bestaande uit zijn vrouw Clara Clayton en hun zonen Jules en Verne en de hond Einstein. Marty McFly en zijn vriendin Jennifer komen in de serie minder prominent voor.
Doc en zijn familie hebben zich blijkbaar na de derde film toch gevestigd in 1991, maar hun tijdreisavonturen zijn nog lang niet voorbij. De DeLorean, die aan het eind van de derde film werd vernield, is in de serie weer herbouwd, en de stoomtrein die aan het eind van de derde film was te zien, wordt ook nog volop gebruikt. De schurk van de films, Biff Tannen, duikt ook nog vaak op. Tevens komen de Browns en Marty veel voorouders en nakomelingen van zowel de McFly’s als de Tannens tegen in het verleden en de toekomst.

## Achtergrond
Elke aflevering wordt ingeleid en afgesloten door een live fragment met Christopher Lloyd, maar de stem van de getekende versie van Doc Brown werd gedaan door Dan Castellaneta. Acteurs Mary Steenburgen (Clara) en Thomas F. Wilson (Biff) deden wel de stemmen van de personages die ze in de films speelden. Als toevoeging voerde Bill Nye altijd een wetenschappelijk experiment uit tijdens de live action stukjes.
- 18 van de 26 afleveringen werden in 1993 en 1994 uitgebracht op VHS.
- De titelsong van de serie is een aangepaste versie van het lied Back in Time, dat oorspronkelijk door Huey Lewis and the News werd gecomponeerd voor de eerste film.

## Cast
- Marty McFly - David Kaufman
- Dr. Emmett Brown - Dan Castellaneta
  - (live-action segmenten) - Christopher Lloyd
- Clara Brown - Mary Steenburgen
- Jules Brown - Joshua Keaton
- Verne Brown - Troy Davidson
- Jennifer Parker - Cathy Cavadini
- Biff Tannen - Thomas F. Wilson
- Bill Nye - zichzelf

## Afleveringen

### Seizoen 1
1. "Brothers"
2. "A Family Vacation"
3. "Forward to the Past"
4. "Witchcraft"
5. "Roman Holiday" (Alias "Swing Low, Sweet Chariot Race")
6. "Go Fly a Kite"
7. "Time Waits for No Frog / Einstein's Adventure"
8. "Batter Up"
9. "Solar Sailors"
10. "Dickens of a Christmas"
11. "Gone Fishin'"
12. "Retired"
13. "Clara's Folks"

### Seizoen 2
1. "Mac the Black"
2. "Put on Your Thinking Caps, Kids! It's Time for Mr. Wisdom!"
3. "A Friend In Deed"
4. "Marty McFly PFC"
5. "Verne's New Friend"
6. "Bravelord and the Demon Monstrux"
7. "The Money Tree"
8. "A Verne by Any Other Name"
9. "Hill Valley Brown-Out"
10. "My Pop's an Alien"
11. "Super Doc"
12. "St. Louis Blues"
13. "Verne Hatches an Egg"

## Trivia
- Harvey Comics publiceerde naar aanleiding van de animatieserie een aantal Back to the Future stripboeken, beginnend in november 1991.
- In 1991 bracht McDonald's een Happy Meal uit gebaseerd op de animatieserie. De vier figuurtjes waren Marty op zijn hoverboard, Doc in de De Lorean, Verne in zijn Junkmobile en Einstein in de tijdtrein.
- Zowel Marty's als Docs middelste naam werd onthuld in deze serie als respectievelijk Seamus en Lathrop.
- Jennifer Parkers haar is bruin in de films, maar blond in de serie.
- Marty is de enige van de McFly familie uit 1991 die meedoet in de serie.